# Haudivillers
Haudivillers ist eine französische Gemeinde mit 767 Einwohnern (Stand 1. Januar 2022) im Département Oise in der Region Hauts-de-France. Die Gemeinde liegt im Arrondissement Beauvais und ist Teil des Kantons Mouy.

## Geographie
Die Gemeinde liegt rund zwölf Kilometer nordöstlich von Beauvais.

## Einwohner
| 1962 | 1968 | 1975 | 1982 | 1990 | 1999 | 2006 | 2011 |
| ---- | ---- | ---- | ---- | ---- | ---- | ---- | ---- |
| 457  | 454  | 467  | 609  | 743  | 832  | 773  | 801  |

## Verwaltung
Bürgermeister (maire) ist seit 2014 Sylvain Frenoy.

## Sehenswürdigkeiten

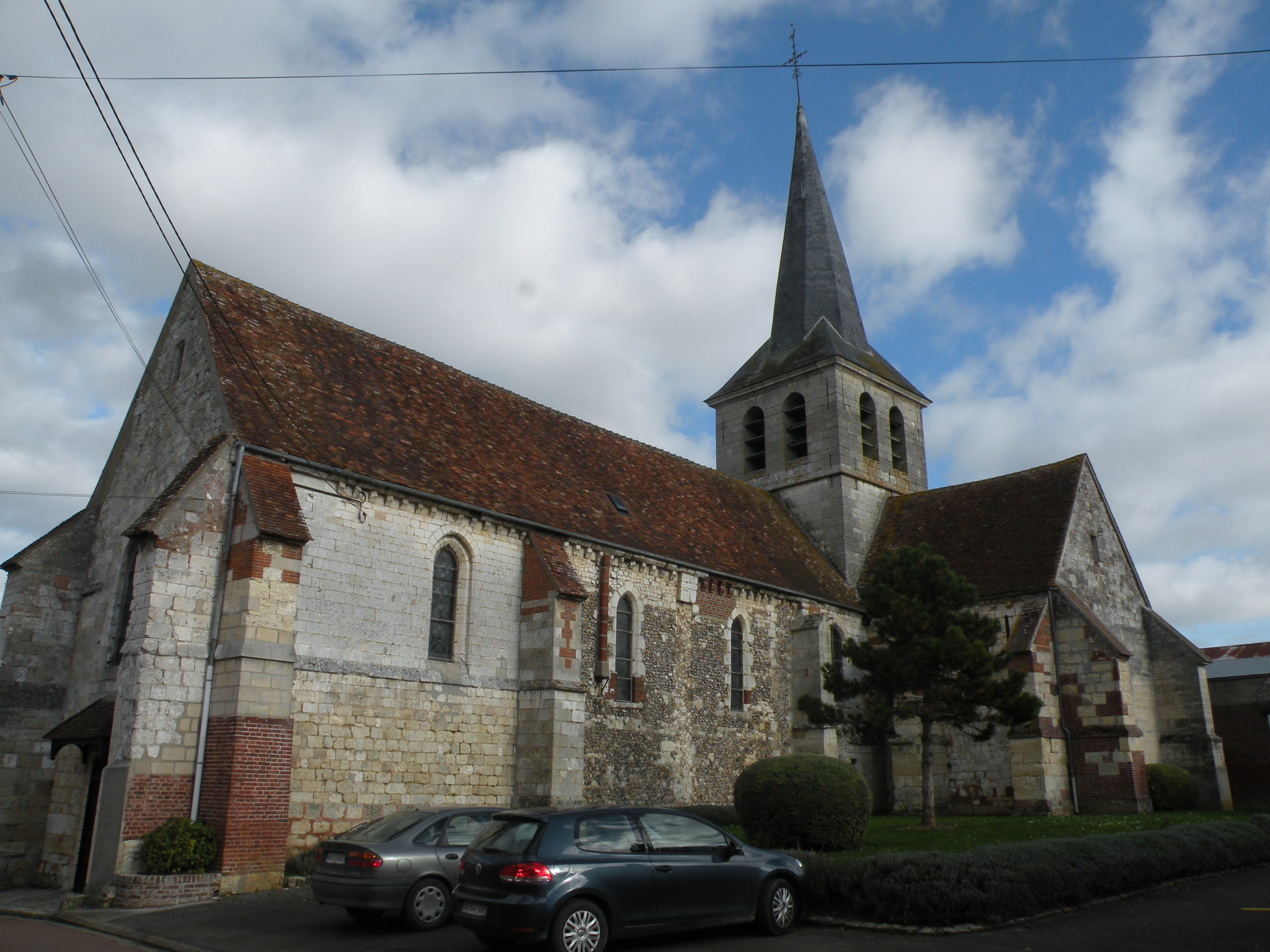
Kirche Saint-Martin

- Kirche Saint-Martin[1]